# Placă comemorativă

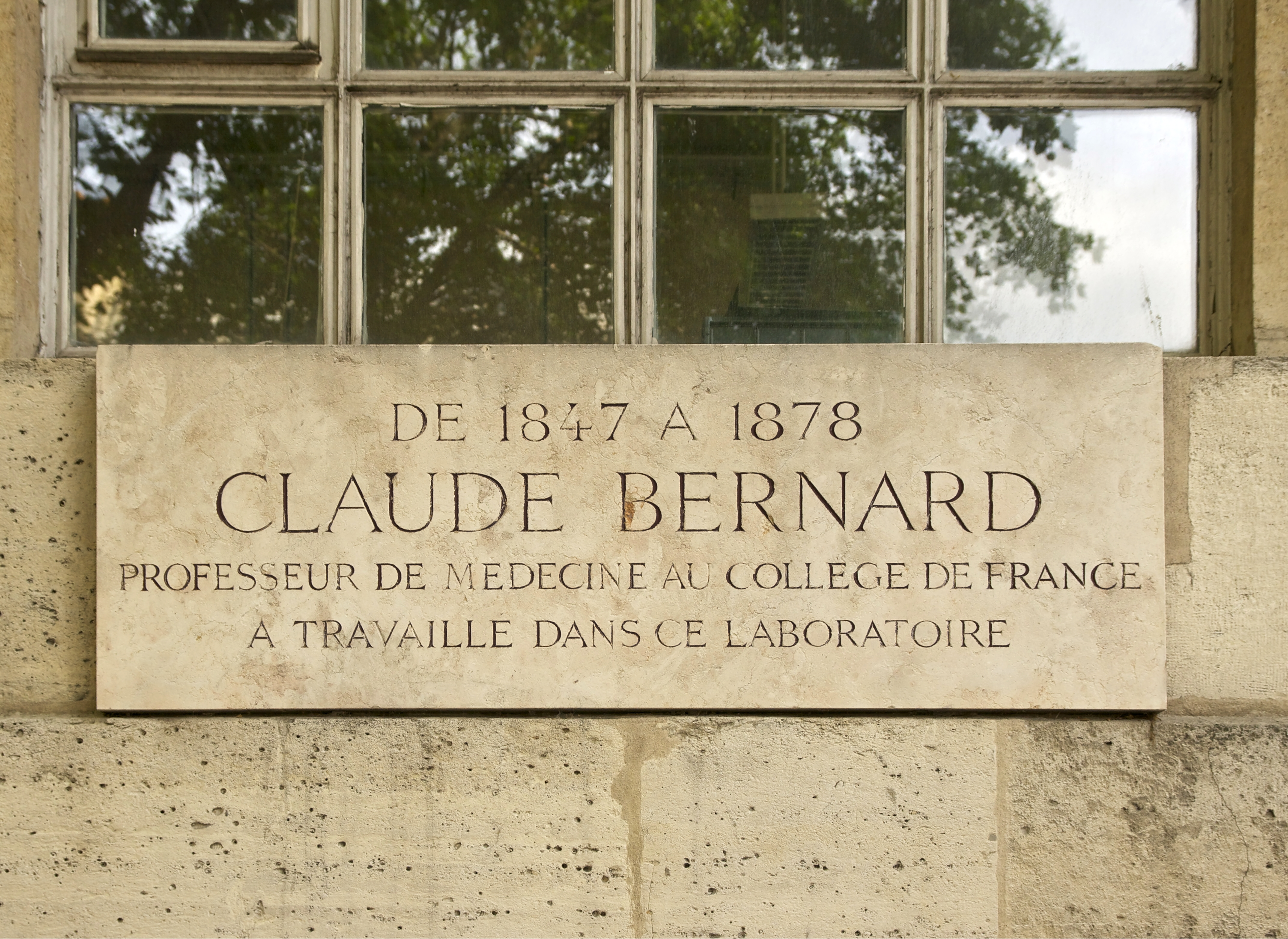
Placă în omagiul lui Claude Bernard, la Collège de France din Paris, Franța.

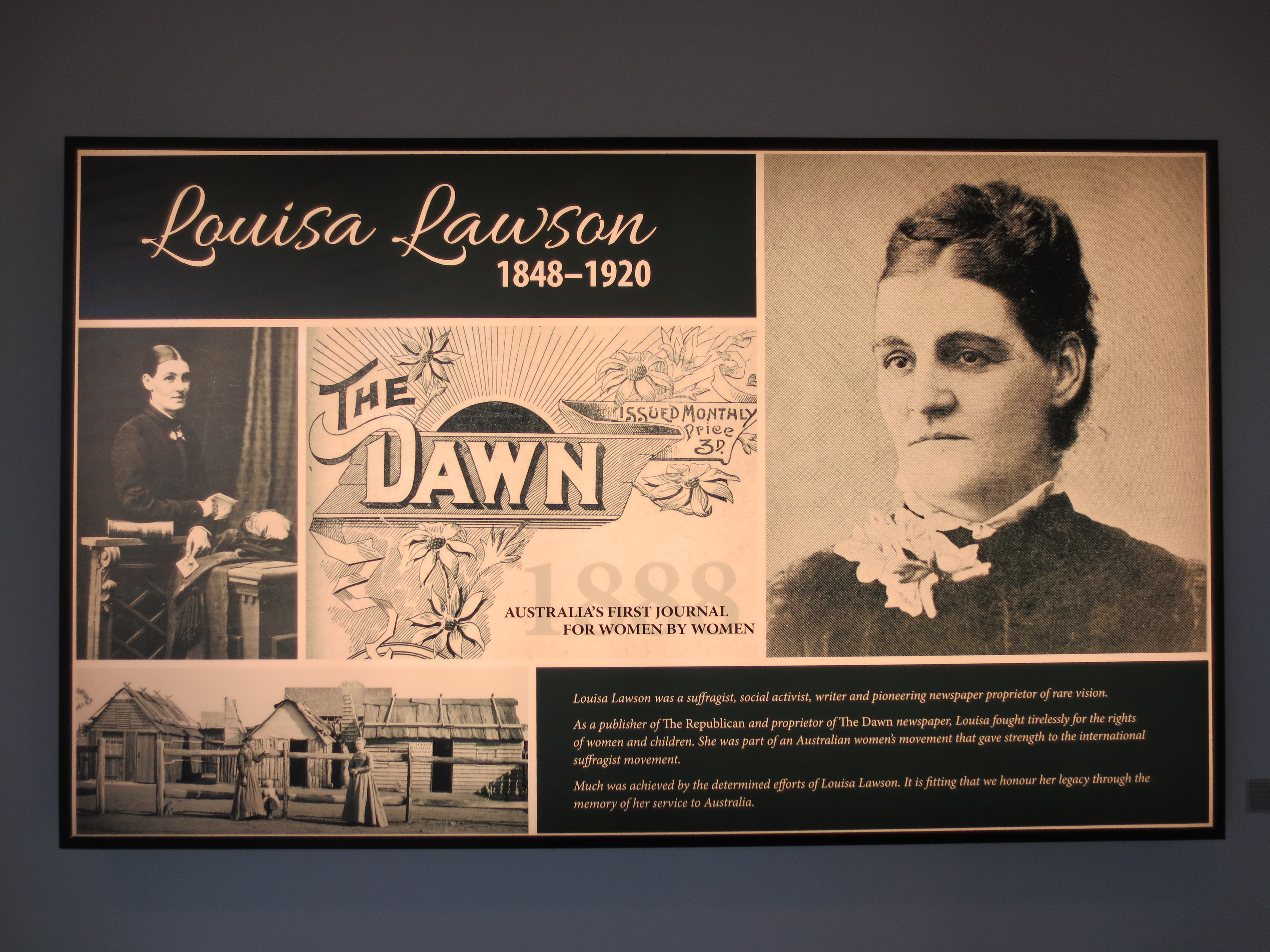
Un exemplu de casetă luminoasă folosită ca placă comemorativă

O placă comemorativă sau pur și simplu placă sau, în alte locuri, denumită marcator istoric sau placă istorică, este o placă de metal, ceramică, piatră sau alt material, de obicei atașată de un perete sau altă suprafață verticală și care poartă un text sau o imagine în relief sau ambele, pentru a comemora una sau mai multe persoane, un eveniment, o utilizare anterioară a locului sau alt lucru. Multe plăci și marcaje moderne sunt folosite pentru a asocia locația în care placa sau marcatorul este instalat cu persoana, evenimentul sau elementul comemorat ca un loc demn de vizitat. O placă sau o tabletă monumentală care comemorează o persoană sau persoane decedate poate fi o formă simplă de monument bisericesc. Cele mai multe plăci moderne aplicate în acest fel sunt comemorative pentru ceva, dar nu este întotdeauna cazul, și există plăci pur religioase, sau cele care semnifică proprietatea sau afilierea de un fel.

## Galerie

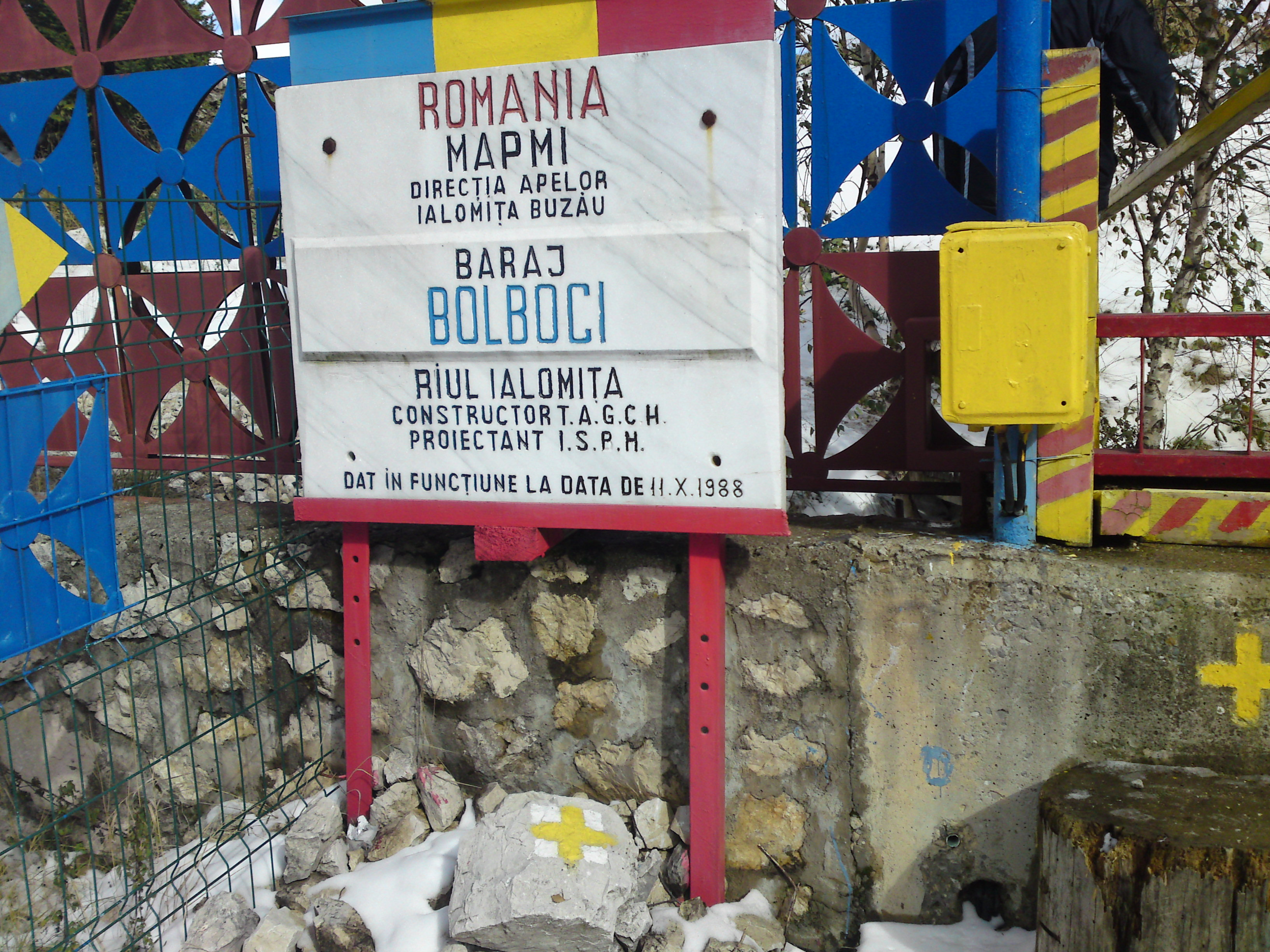
Placă comemorativă de la Barajul Bolboci din România.
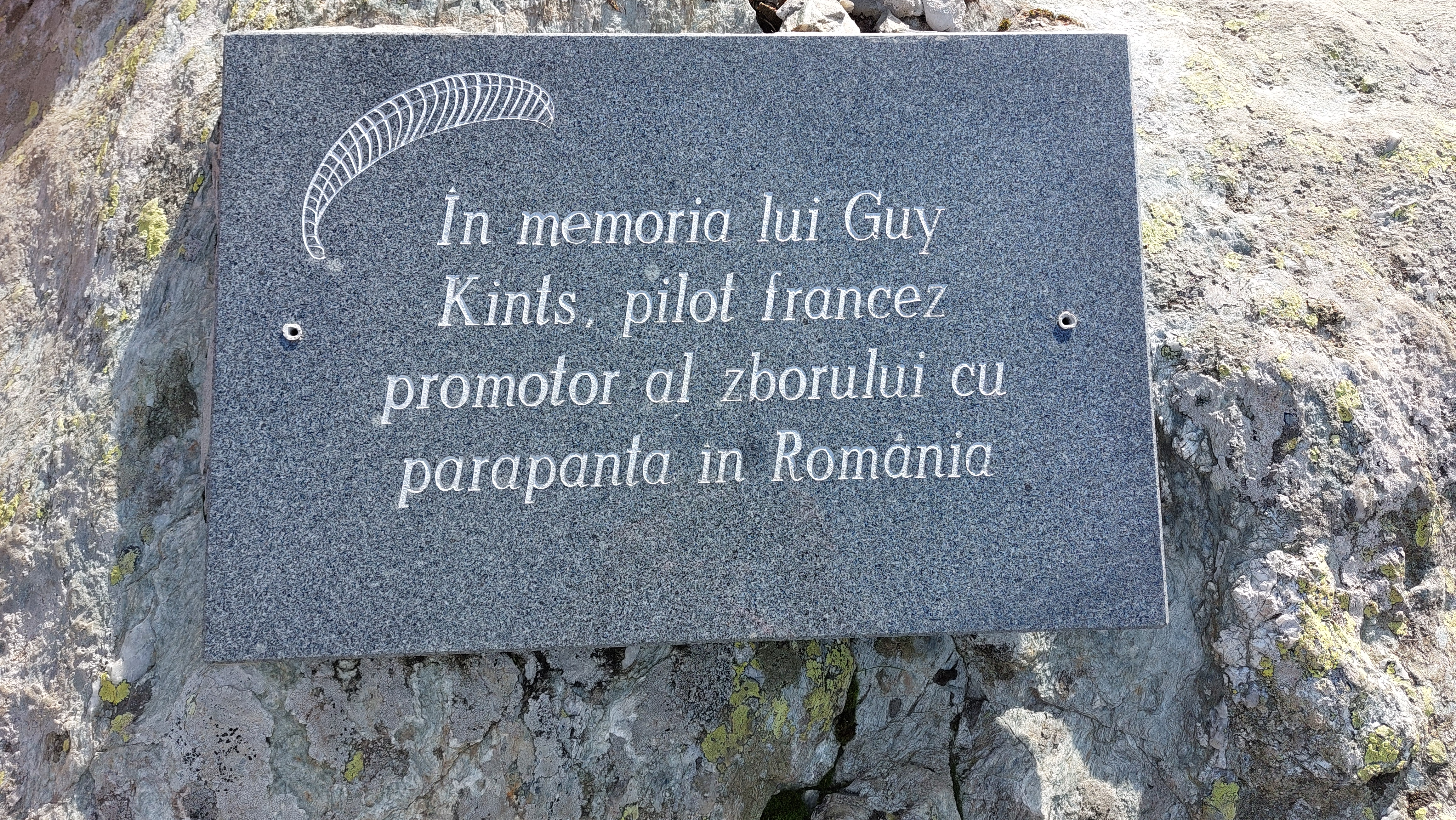
Placă memorială omagindu-l pe pilotil francez Guy Kints.
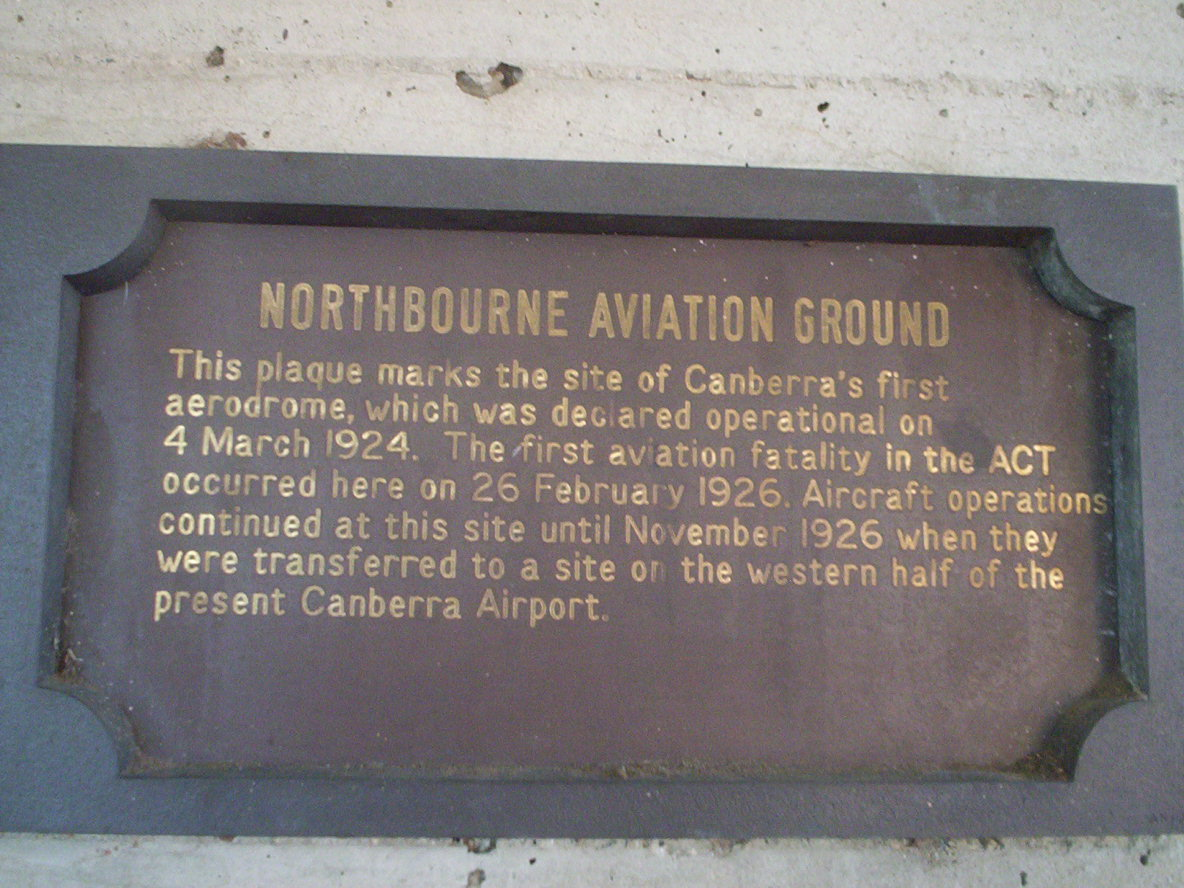
Acest semn din Dickson, Australia comemorează înființarea primului aerodrom din Canberra și primul deces în anii 1920.